# A Billboard 200 lista első helyezettjei 2015-ben

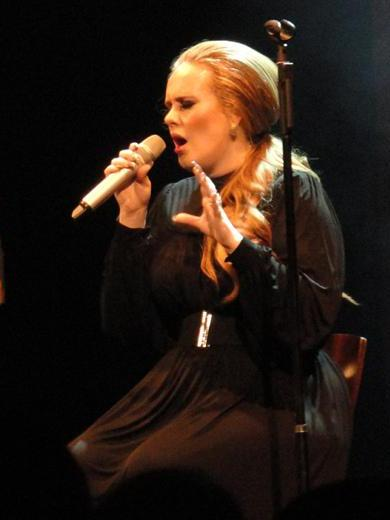
Adele (a képen) angol énekesnő harmadik stúdióalbuma, a 25 az év legkelendőbb lemeze volt és a Billboard 200 lista első helyén tartózkodott megjelenésétől kezdve az év végéig.

A következő albumok értek el első helyezést az Egyesült Államok Billboard 200 elnevezésű listáján 2015-ben. A listán az Amerikában legjobban teljesítő albumok és középlemezek kapnak helyet, melyet a Billboard magazin tesz közzé. Az adatokat a Nielsen SoundScan gyűjti össze az egyes albumok fizikai és digitális eladásai, az on-demand szolgáltatások és a lemezen található dalok digitális eladásai alapján.

## Lista

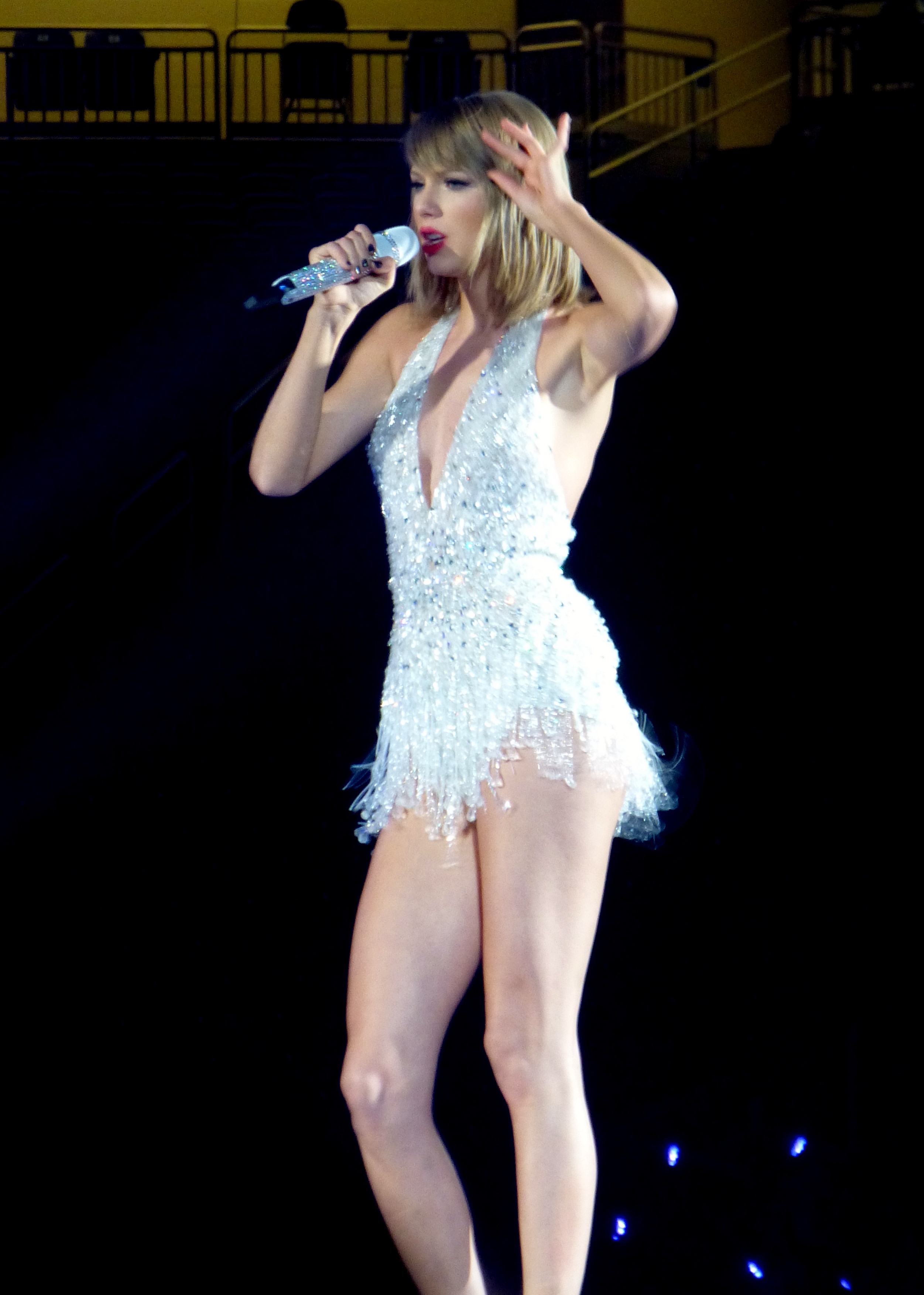
Taylor Swift (a képen) ötödik stúdióalbuma, az 1989 volt az év második legjobban fogyó lemeze, amely 2015 elején hat hétig vezette a listát. A Billboard által vizsgált időszakban az év legjobban teljesítő lemeze lett.

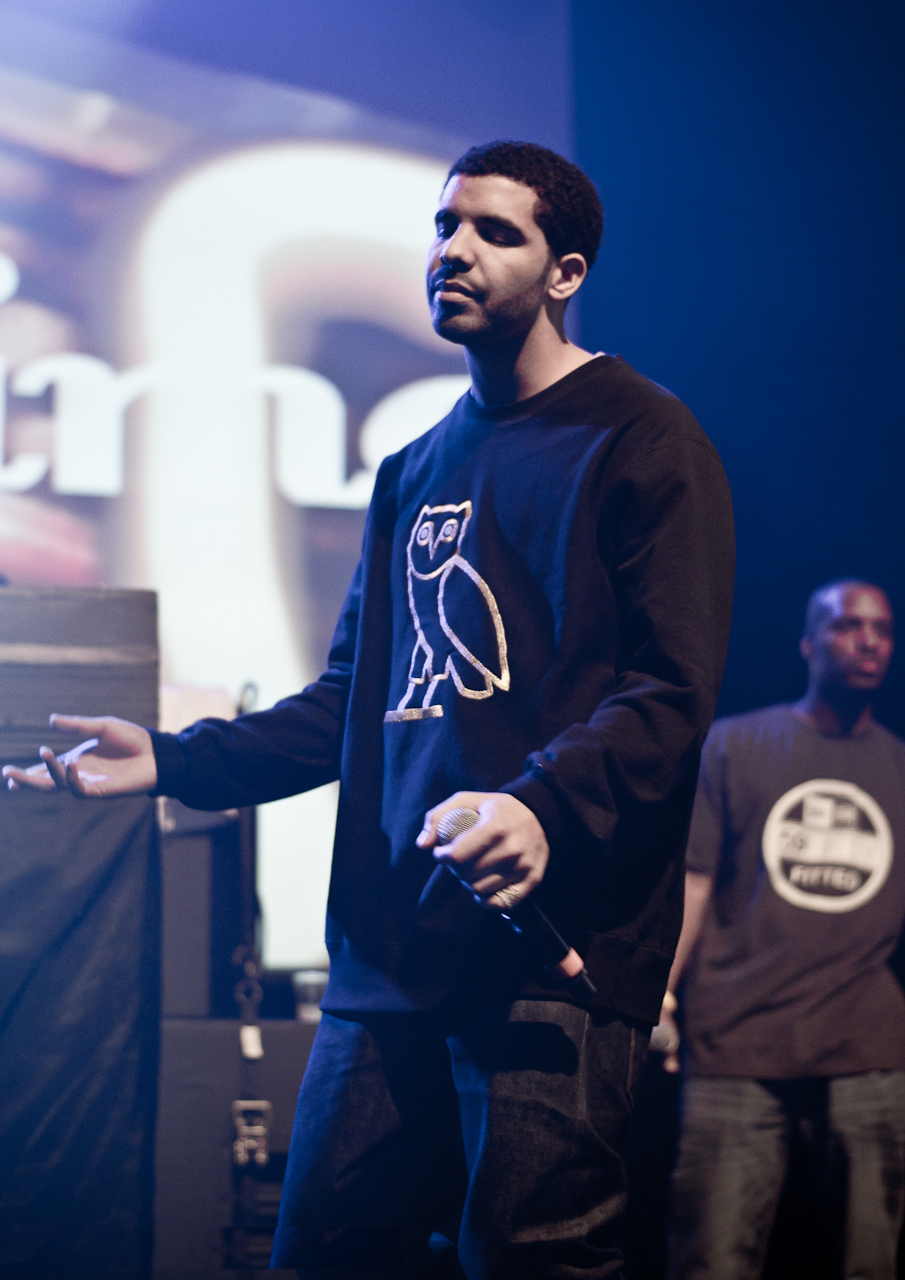
A kanadai származású Drake (a képen) megszerezte negyedik listavezető albumát a Billboard 200-on If You're Reading This It's Too Late című lemezével.

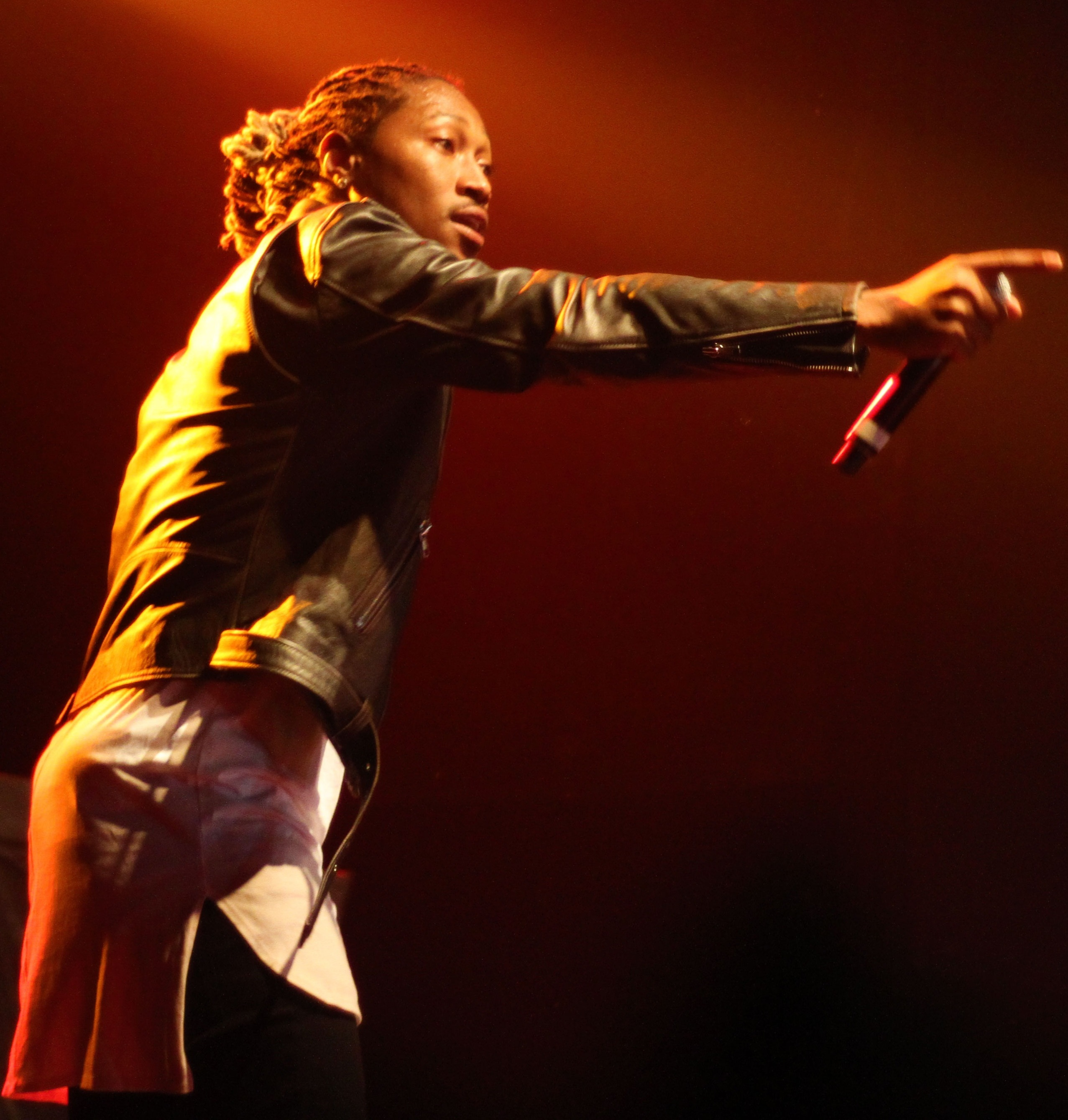
Az amerikai rapper Future (a képen) megszerezte első listavezető pozícióját harmadik stúdióalbumával, a DS2-vel.

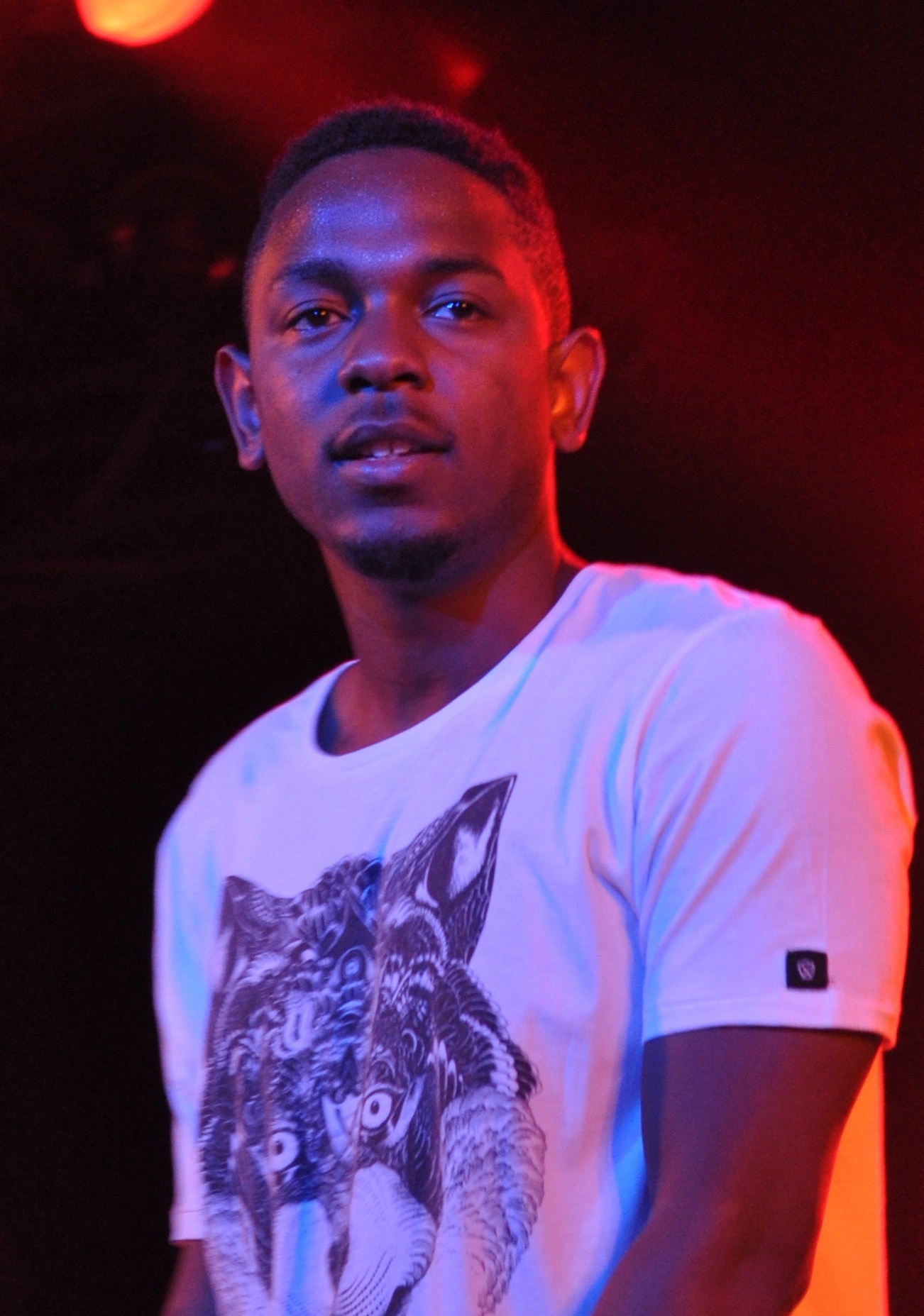
Kendrick Lamar (a képen) megszerezte első listavezető pozícióját To Pimp a Butterfly című lemezével.

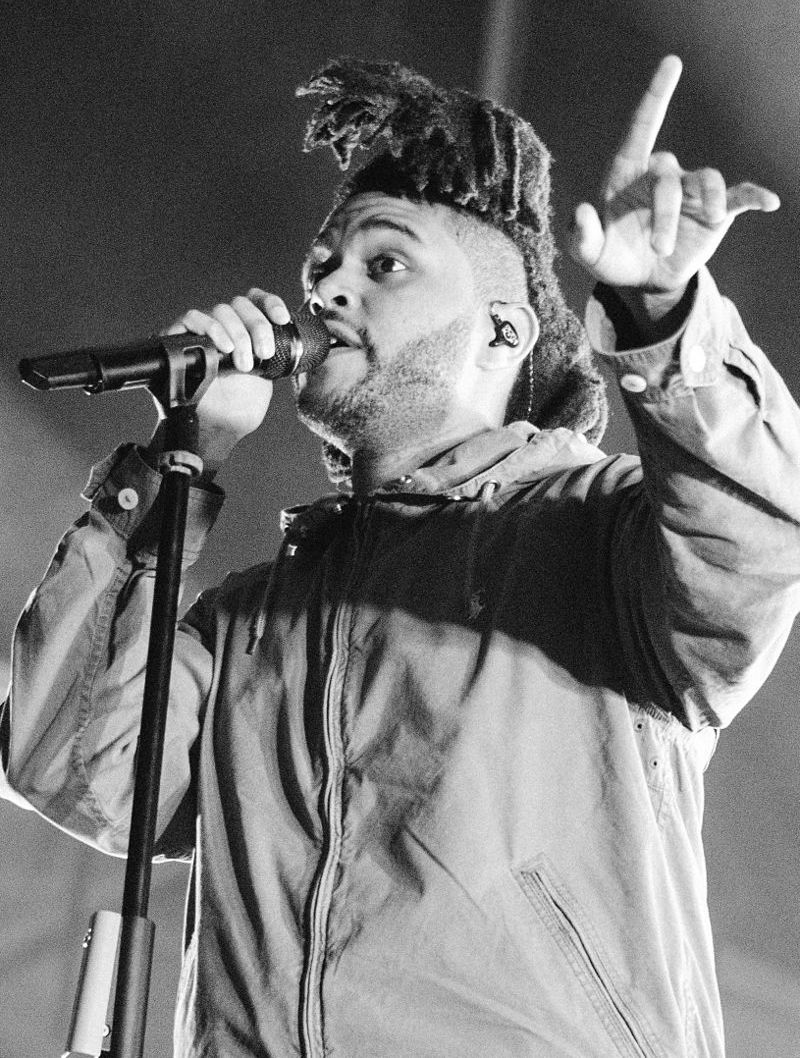
A kanadai The Weeknd megszerezte első listavezető pozícióját az országban második stúdióalbumával, a Beauty Behind the Madness-szel.

| Best performing album of 2015 | A legjobban teljesítő albumot jelzi 2015-ben |

| Kiadás dátuma  | Album                                     | Előadó(k)                | Forr.         |
| -------------- | ----------------------------------------- | ------------------------ | ------------- |
| Január 3.      | 1989                                      | Taylor Swift             | [ 2 ]         |
| Január 10.     | 1989                                      | Taylor Swift             | [ 3 ]         |
| Január 17.     | 1989                                      | Taylor Swift             | [ 4 ]         |
| Január 24.     | 1989                                      | Taylor Swift             | [ 5 ]         |
| Január 31.     | Title                                     | Meghan Trainor           | [ 6 ]         |
| Február 7.     | American Beauty/American Psycho           | Fall Out Boy             | [ 7 ]         |
| Február 14.    | 1989                                      | Taylor Swift             | [ 8 ]         |
| Február 21.    | 1989                                      | Taylor Swift             | [ 9 ]         |
| Február 28.    | If You're Reading This It's Too Late      | Drake                    | [ 10 ]        |
| Március 7.     | Smoke + Mirrors                           | Imagine Dragons          | [ 11 ]        |
| Március 14.    | Dark Sky Paradise                         | Big Sean                 | [ 12 ]        |
| Március 21.    | Piece by Piece                            | Kelly Clarkson           | [ 13 ]        |
| Március 28.    | Empire: Original Soundtrack from Season 1 | Soundtrack               | [ 14 ] [ 15 ] |
| Április 4.     | To Pimp a Butterfly                       | Kendrick Lamar           | [ 16 ]        |
| Április 11.    | To Pimp a Butterfly                       | Kendrick Lamar           | [ 17 ]        |
| Április 18.    | The Album About Nothing                   | Wale                     | [ 18 ]        |
| Április 25.    | Furious 7                                 | Soundtrack               | [ 19 ]        |
| Május 2.       | Handwritten                               | Shawn Mendes             | [ 20 ]        |
| Május 9.       | Sound & Color                             | Alabama Shakes           | [ 21 ]        |
| Május 16.      | Jekyll + Hyde                             | Zac Brown Band           | [ 22 ]        |
| Május 23.      | Wilder Mind                               | Mumford & Sons           | [ 23 ]        |
| Május 30.      | Pitch Perfect 2                           | Soundtrack               | [ 24 ]        |
| Június 6.      | Blurryface                                | Twenty One Pilots        | [ 25 ]        |
| Június 13.     | At. Long. Last. ASAP                      | ASAP Rocky               | [ 26 ]        |
| Június 20.     | How Big, How Blue, How Beautiful          | Florence and the Machine | [ 27 ]        |
| Június 27.     | Drones                                    | Muse                     | [ 28 ]        |
| Július 4.      | Before This World                         | James Taylor             | [ 29 ]        |
| Július 11.     | Dark Before Dawn                          | Breaking Benjamin        | [ 30 ]        |
| Július 18.     | Dreams Worth More Than Money              | Meek Mill                | [ 31 ]        |
| Július 25.     | Dreams Worth More Than Money              | Meek Mill                | [ 32 ]        |
| Augusztus 1.   | Black Rose                                | Tyrese                   | [ 33 ]        |
| Augusztus 8.   | DS2                                       | Future                   | [ 34 ]        |
| Augusztus 15.  | Woman                                     | Jill Scott               | [ 35 ]        |
| Augusztus 22.  | Descendants                               | Soundtrack               | [ 36 ]        |
| Augusztus 29.  | Kill the Lights                           | Luke Bryan               | [ 37 ]        |
| Szeptember 5.  | Kill the Lights                           | Luke Bryan               | [ 38 ]        |
| Szeptember 12. | Immortalized                              | Disturbed                | [ 39 ]        |
| Szeptember 19. | Beauty Behind the Madness                 | The Weeknd               | [ 40 ]        |
| Szeptember 26. | Beauty Behind the Madness                 | The Weeknd               | [ 41 ]        |
| Október 3.     | Beauty Behind the Madness                 | The Weeknd               | [ 42 ]        |
| Október 10.    | What a Time to Be Alive                   | Drake & Future           | [ 43 ] [ 44 ] |
| Október 17.    | Fetty Wap                                 | Fetty Wap                | [ 45 ]        |
| Október 24.    | Unbreakable                               | Janet Jackson            | [ 46 ]        |
| Október 31.    | Revival                                   | Selena Gomez             | [ 47 ]        |
| November 7.    | Pentatonix                                | Pentatonix               | [ 48 ]        |
| November 14.   | Sounds Good Feels Good                    | 5 Seconds of Summer      | [ 49 ]        |
| November 21.   | Traveller                                 | Chris Stapleton          | [ 50 ]        |
| November 28.   | Traveller                                 | Chris Stapleton          | [ 51 ]        |
| December 5.    | Purpose                                   | Justin Bieber            | [ 52 ]        |
| December 12.   | 25                                        | Adele                    | [ 53 ]        |
| December 19.   | 25                                        | Adele                    | [ 54 ]        |
| December 26.   | 25                                        | Adele                    | [ 55 ]        |